# Noejam
De Noejam (Russisch: Нуям) is een 186-kilometer lange rechterzijrivier van de Soetam in het stroomgebied van de Lena, gelegen in de Russische autonome republiek Jakoetië, in Oost-Siberië.
De Gonam ontspringt op de noordelijke hellingen van het Stanovojgebergte. De belangrijkste zijrivier is de Naloepak (50 km) aan rechterzijde. In het stroomgebied van de rivier bevinden zich ongeveer 160 meren. De rivier is bevroren van eind oktober tot midden mei.